# سكوت سميث (ناشط حقوق إل جي بي تي)
سكوت سميث (بالإنجليزية: Scott Smith)‏ هو ناشط حقوق إل جي بي تي أمريكي، ولد في 21 أكتوبر 1948 في كي ويست في الولايات المتحدة، وتوفي في 4 فبراير 1995 في سان فرانسيسكو في الولايات المتحدة بسبب ذات الرئة.